# Vibrionaceae
Vibrionaceae — родина протеобактерій (лат. Proteobacteria), єдина родина ряду Vibrionales. Представники родини населяють прісноводні та солоні середовища. Кілька видів є патоґенами людини, тварин і рослин, наприклад, збудник холери Vibrio cholerae. Більшість біолюмінесцентних бактерій належать до цієї родини та зазвичай є симбіонтами глибоководних тварин.
Vibrionaceae — грам-негативні факультативно анаеробні організми, здатні до анаеробного дихання. Представники родини позитивні на оксидазу, пересуваються способом одного чи більше джгутиків, зазвичай полярних. Спочатку ці характеристики і визначали родину, що поділялася на чотири роди. Два з них, Vibrio і Photobacterium, залишаються в складі сучасної групи, тоді як за даними молекулярних досліджень решта були перенесені до інших родин, а до родини були віднесені нові роди.
Зараз до родини відносять 10 родів:
- Aliivibrio[2],
- Allomonas,
- Catenococcus,
- Enterovibrio,
- Grimontia,
- Listonella,
- Photobacterium,
- Photococcus,
- Salinivibrio і
- Vibrio.

Представники родини також синтезують тетродотоксин, морський алкалоїд і сильний нейротоксин (інгібітор Na+ насосу, 1 мг може вбити людину), що використовується морськими рибами родини Tetraodontiformes, з якими бактерії Vibrionaceae знаходяться в симбіозі. У випадку Tetraodontiformes, такими як фугу, токсин надає їм можливість захищатися від хижаків, а бактерії отримують сприятливе для життя середовище. Тетродотоксин і близький за властивостями сакситоксин є добрими прикладами конвергентної еволюції, обидва є інгібіторами Na+ насосів, схожими за механізмом дії.

## Патоґенез
Багато представників родини патоґенні та здатні заражати широке коло хазяїв. Патогени людини Vibrio cholerae і Vibrio parahaemolyticus викликають гастроентерит, а Vibrio vulnificus викликає гостру септикаемію. Багато представників родини викликають хвороби риб, наприклад Vibrio anguillarum, збудник септикаемії лосося та форелі. Vibrio tubiashii викликає захворювання личинок молюсків Crassostrea gigas, а Vibrio harveyi — променевий вібріоз у креветок. Інші представники родини здатні інфекувати дуже різноманітні види, наприклад, Vibrio mediterranei і Vibrio coralliilyticus викликають хворобу Zooxanthella, рослини-симбіонта коралів.